# Oprørsgryet
Oprørsgryet (eng: Rebel Dawn) er en amerikansk science fictionroman af A.C. Crispin fra 1998 og er den tredje roman i Han Solo-trilogien, der følger Han Solo's liv fra teenageårene til begyndelsen af Star Wars Episode IV: Et nyt håb. I Oprørsgryet følger man Han Solo i den sidste tid før mødet med Luke Skywalker.
| Star Wars | Spire Denne Star Wars-artikel er en spire som bør udbygges. Du er velkommen til at hjælpe Wikipedia ved at udvide den. |